# Judith Schwentner

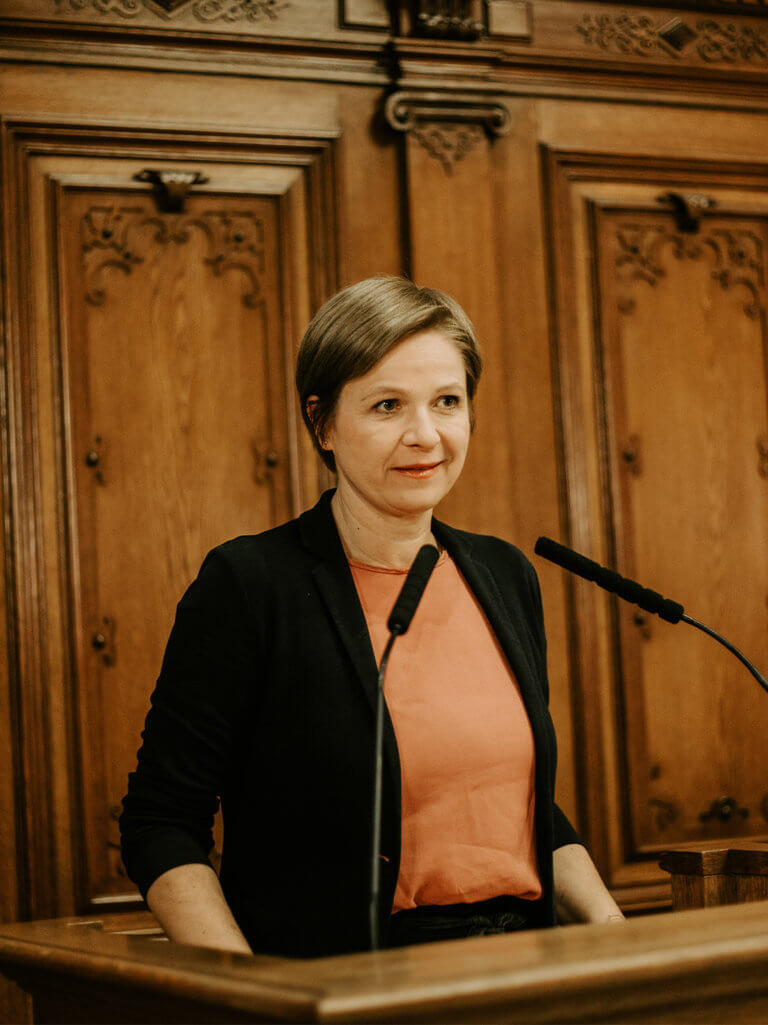
Judith Schwentner (2019)

Judith Schwentner (* 5. September 1968 in Graz) ist eine österreichische Politikerin (Grüne) und ehemalige Journalistin. Von 2008 bis 2017 war sie Abgeordnete zum österreichischen Nationalrat. Seit 17. Jänner 2019 war sie in Graz Stadträtin für Umwelt und Frauen, seit 17. November 2021 ist sie Vizebürgermeisterin der Stadt.

## Ausbildung und Beruf
Nach dem Besuch einer Volksschule im Grazer Stadtbezirk Eggenberg und der Matura am Akademischen Gymnasium Graz im Jahr 1986 studierte Schwentner ab 1987 Slawistik und Germanistik an der Universität Graz. Von 1992 bis 1993 hielt sie sich für einen Forschungsaufenthalt in Moskau auf und schloss ihr Studium 1994 mit einer Diplomarbeit über das Leben und Werk der Schriftstellerin Awdotja Jakowlewna Panajewa ab. An der Universität Graz absolvierte sie 1993 einen ergänzenden Lehrgang „Deutsch als Fremdsprache“ und in den Jahren 2007 und 2008 beim Verein ISOP (Graz) einen „Lehrgang zur interkulturellen Beratung von ZuwanderInnen und Organisationen“.
Von 1994 bis 1995 war Schwenter als Auslandslektorin an der Universität Lemberg (Ukraine) tätig. In den folgenden Jahren betätigte sie sich journalistisch in Graz: Von 1996 bis 2000 arbeitete sie in der Redaktion der Fachzeitschrift Camera Austria. Schon seit 1993 war sie in der Redaktion der Straßenzeitung Megaphon tätig gewesen, deren Chefredakteurin sie von 2004 bis 2008 war. Im Zuge des Kulturhauptstadtjahres 2003 war Schwentner Co-Kuratorin des Projektes „spb.bildende.diskurs.film.rock. Aktuelle Kunst aus St. Petersburg“. Von 2006 bis 2008 war sie für die Caritas Österreich Leiterin des Bereichs Entwicklungszusammenarbeit und Kompetenzzentrum Kinder, Auslandshilfe. In den Jahren 2007 und 2008 hatte Schwentner, ebenfalls für die Caritas, die Leitung des Interkulturellen Cafés und Veranstaltungszentrums Auschlössl inne.

## Politische Karriere
Kurz vor der Nationalratswahl in Österreich 2008 erhielt Schwentner von den Grünen das Angebot, als Quereinsteigerin für den Nationalrat zu kandidieren. Sie gehörte dem Parlament bis 2017 an. Während der Sitzungsperiode bis 2013 wirkte sie als Frauensprecherin der Partei, seit 2009 zusätzlich auch als deren Entwicklungspolitische Sprecherin. Bei der Nationalratswahl 2013 wurden die Grünen in Graz knapp stimmenstärkste Partei und Schwentner zog als eine von nur zwei Abgeordneten der Grünen mit einem Direktmandat erneut ins Parlament ein. Bis zum Ausscheiden ihrer Partei aus dem Parlament nach der Nationalratswahl in Österreich 2017 war sie deren Sozial- und Seniorensprecherin.
Im Jänner 2019 übernahm Schwentner den Stadtratsposten der aus gesundheitlichen Gründen zurückgetretenen Tina Wirnsberger und war für die Agenden Umwelt und Frauen zuständig. Bei der Gemeinderatswahl in Graz 2021 kandidierte sie als Spitzenkandidatin der Grünen, wobei sie Ambitionen auf das Bürgermeisteramt äußerte. Nach dem überraschenden Wahlsieg der KPÖ führte sie die Grünen in Koalitionsverhandlungen mit KPÖ und SPÖ und wurde am 17. November 2021 als Vizebürgermeisterin angelobt. Zu ihren Agenden zählen das Straßenamt, die Verkehrsplanung und die Stadtbaudirektion.

## Privatleben
Judith Schwentner ist Tochter des Juristen und Keramikkünstlers Erwin Schwentner, ihre Mutter, eine Pädagogin, hatte sich in den 1980er-Jahren in der Grazer Frauenszene engagiert. Schwentner ist mit dem Grazer Journalisten Thomas Wolkinger verheiratet und hat zwei Kinder (* 1995 und * 1998).

## Auszeichnung
- Am 24. Mai 2018 erhielt sie von Landeshauptmann Hermann Schützenhöfer das Große Ehrenzeichen des Landes Steiermark.[8]
- 2019: Großes Goldenes Ehrenzeichen für Verdienste um die Republik Österreich[9]